# Bamhani
Bamhani è una suddivisione dell'India, classificata come nagar panchayat, di 9.619 abitanti, situata nel distretto di Mandla, nello stato federato del Madhya Pradesh. In base al numero di abitanti la città rientra nella classe V (da 5.000 a 9.999 persone).

## Geografia fisica
La città è situata a 22° 30' 17 N e 80° 19' 52 E.

## Società

### Evoluzione demografica
Al censimento del 2001 la popolazione di Bamhani assommava a 9.619 persone, delle quali 4.891 maschi e 4.728 femmine. I bambini di età inferiore o uguale ai sei anni assommavano a 1.189, dei quali 622 maschi e 567 femmine. Infine, coloro che erano in grado di saper almeno leggere e scrivere erano 6.876, dei quali 3.862 maschi e 3.014 femmine.